# بيفاتوزوماب مرتانسين
بيفاتوزوماب مرتانسين هو مركب متكون من بيفاتوزوماب، جسم مضاد وحيد النسيلة مأنسن، مع مرتانسين، وهو مركب ذو تأثير دوائي كيمياوي. صممت المادة لتستخدم في علاج سرطان الخلية الحرشفية.